# Phu Phan
Phu Pan (Thai: ทิวเขาภูพาน, Thio Khao Phu Phan) is een reeks heuvels verdeeld over het Khoratplateau in Isaan, het noordoosten van Thailand. Het is verdeeld over het noordelijke Sakon Nakhon Basin en het zuidelijke Khorat Basin. De naam van het gebergte is afgeleid van de karakteristieke vorm van de tafelbladvormige pieken. Het woord Phan, wat dienblad betekent, is gekozen omdat in de Thaise traditie een phan op een soort voetstuk wordt geplaatst. Deze vorm heeft Phu Pan.
The heuvels spreiden zich uit over de provincies Nongbua Lamphu, Khon Kaen, Sakon Nakhon, Nakhhon Phanom, Kalasin en Mukdahan. De hoogste bergtop van het gebergte ligt rond de 630 meter.
Het Koninklijk Paleis Phu Phan is gelegen in het gebergte, net als de Nam Un Dam. Andere lokale bezienswaardigheden zijn Nong Han, een meer dicht bij Sakon Nakhon gelegen, en de in Khmer-stijl gebouwde ruïnes Phu Phek, daterend uit 1050.
Het gebied kent ook vier nationale parken:
- Phu Phan
- Phu Kao
- Phu Pha Lek
- Huai Huat